# Palazzetto Dandolo
Palazzetto Dandolo è un edificio veneziano sito nel sestiere di Castello, noto per essere stato raffigurato nel quadro Il rio dei Mendicanti con la scuola di San Marco dei Bernardo Bellotto.

## Storia
L'edificio era di proprietà della famiglia Dandolo. Nel 2006 è stato indetto un bando per il restauro di alcune parti della struttura, ancora privata e usata a fini residenziali.

## Architettura
Il palazzo presenta una pianta e un apparato decorativo fortemente di connotazione seicentesca. Il palazzo presenta due facciate: quella sul campo di San Zanipolo appare lineare, decorata da poche monofore, mentre quella su fondamenta Dandolo ha un aspetto più imponente, essendo costituita da cinque piani tra i quali si distinguono i due piani nobili. La facciata principale si segnala pure per le due serliane sovrapposte e per la presenza di camini simili a quelli di Ca' Dario.